# Mode segur
El mode a prova d'errors, també conegut com a mode segur (encara que aquest nom seria incorrecte, doncs no assegura al 100% el correcte funcionament del SO), és un mode d'accés usat per certs sistemes operatius com Microsoft Windows, Mac OS X, Linux (se sol anomenar failsafe, p.e. en el gestor d'arrencada Lilo), i altres dispositius electrònics. Mentre el PC està en mode segur, disposarà d'una funcionalitat reduïda, però permetrà aïllar problemes ocasionats per components que no formen part del sistema operatiu base.
El mode segur, és un estat de l'ordinador on el sistema operatiu en qüestió inicia solament els seus components base, deshabilitant temporalment algunes de les unitats internes o externes segons la seva importància, per així d'alguna manera poder iniciar l'ordinador en cas que algun programari o codi maligne i en alguns casos, controladors que causin algun conflicte que faci que l'equip tingui un mal funcionament a l'inici i es reiniciés, no interfereixi que el PC iniciï correctament, podent així l'administrador quedar visible per corregir el problema o el mateix usuari, tenint els respectius permisos, solucionar el problema o modificar arxius que en mode normal no es poguessin accedir o eliminar.

## Funcionament
Encara que la definició pot variar d'un sistema a un altre, normalment en aquesta manera es carreguen els mínims programes necessaris, i generalment es deshabiliten molts dispositius no essencials, amb l'excepció dels perifèrics d'entrada i sortida bàsics. Per exemple, en el sistema operatiu Windows, un usuari pot escollir iniciar des de la consola d'ordres o arrencar escollint entre les varietats disponibles de "Mode segur", sense xarxa o acceleració de vídeo.
El mode segur també pot presentar-se en la forma d'un sistema operatiu paral·lel que no comparteix la seva configuració amb el sistema operatiu normal. La línia d'ordres és un limitat sistema que treballa en mode de text preparat per reparar el sistema principal, que està separat del mateix i també és accessible si s'arrenca des del CD d'instal·lació.

## Usos
Únicament s'inicia en aquest mode especial quan hi ha un problema greu que impedeixi l'engegada normal, com podria ser una instal·lació mal configurada, un problema en el registre, un controlador de dispositiu (també conegut com a driver) danyat, virus informàtic o un programa que impedeixi continuar en la seqüència normal d'inici.
El mode segur permet l'accés a programes i utilitats de diagnòstic, que permeten que un usuari pugui arreglar el problema.

## Accés al mode en diversos sistemes operatius

### Windows
En Windows (per a 7/Vista /XP /2000/ME/98/95) s'ha de prémer la tecla F8 repetides vegades durant les fases primerenques del procés d'inici. El menú que apareixerà en pantalla permetrà l'accés al mode segur, entre d'altres opcions.

### Android
En Android es pot accedir al mode segur si s'accedeix al menú d'apagada (mantenir premut el botó de bloqueig) i es manté premuda l'opció "Apagar". Un diàleg apareixerà en pantalla, i solament cal prémer Acceptar per anar al mode segur.